# صيغة فاولهابر

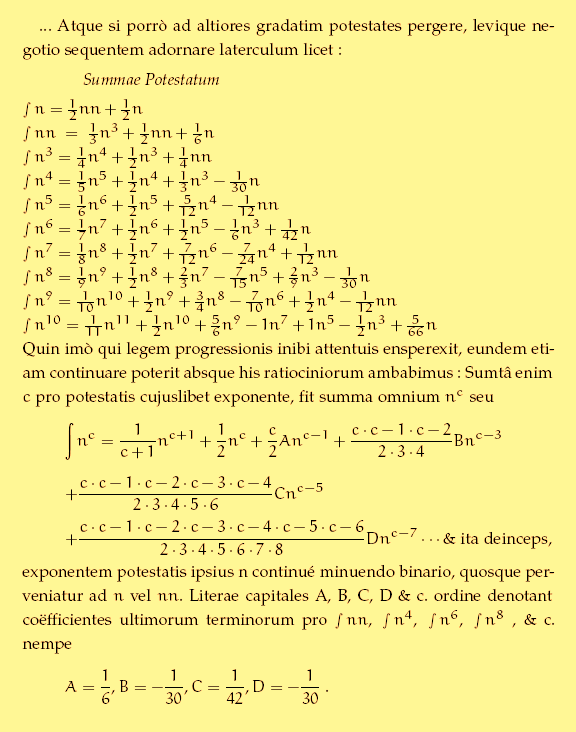

في الرياضيات، صيغة فاولابر، المسماة على اسم جوهان فاولابر، تعبر عن مجموع قوى الأعداد الطبيعية n الأولى من الدرجة p:
{\displaystyle \sum _{k=1}^{n}k^{p}=1^{p}+2^{p}+3^{p}+\cdots +n^{p}}
بأنه متعددة للحدود متغيرها  n، ذات الدرجة (p + 1) والتي تدخل في معاملاتها أعداد بيرنولي.
أعداد بيرنولي غالبا بالاصطلاح العام هُن:
{\displaystyle B_{0}=1,\quad B_{1}=-{1 \over 2},\quad B_{2}={1 \over 6},\quad B_{3}=0,\quad B_{4}=-{1 \over 30},\quad \dots }
حيث {\displaystyle B_{1}={1 \over 2}} بدلا من {\displaystyle -1 \over 2}
ولكن للوهلة التي نتبع فيها اصطلاحا قد لا يبدوا مألوفا، بأن B1 = +1/2, وجميع أعداد بيرنولي الأخرى تظل كما هي أعلاه (ولكن انظر الأسفل للمزيد حول هذا الموضوع).
تنص الصيغة أن
{\displaystyle \sum _{k=1}^{n}k^{p}={1 \over p+1}\sum _{j=0}^{p}{p+1 \choose j}B_{j}n^{p+1-j}}
```
(المعامل 
j
 يعمل فقط حتى 
p
، وليس حتى 
p
 
+
 
1).
```

لم يعلم فاولابر أن الصيغة بهذا الشكل. كان على الأقل قد عرف الـ17 حالة الأولى والحقيقة القائلة بأنه عندما يكون الأس فرديا، فإن المجموع يصبح كثيرة حدود للمجموع في الخالة الخاصة حين يكون الأسis 1، كما كان أيضا قد علم ببعض التعميمات الجديرة بالملاحظة.
اشتقاق صيغة فاولابر متوفر في كتاب الأرقام (The Book of Numbers) لـجون هورتون كونوي ورتشارد غاي.

## أمثلة
{\displaystyle 1+2+3+\cdots +n={n(n+1) \over 2}={n^{2}+n \over 2}}
{\displaystyle 1^{2}+2^{2}+3^{2}+\cdots +n^{2}={n(n+1)(2n+1) \over 6}={2n^{3}+3n^{2}+n \over 6}}
{\displaystyle 1^{3}+2^{3}+3^{3}+\cdots +n^{3}=\left({n^{2}+n \over 2}\right)^{2}={n^{4}+2n^{3}+n^{2} \over 4}}
{\displaystyle 1^{4}+2^{4}+3^{4}+\cdots +n^{4}={6n^{5}+15n^{4}+10n^{3}-n \over 30}}
{\displaystyle 1^{5}+2^{5}+3^{5}+\cdots +n^{5}={2n^{6}+6n^{5}+5n^{4}-n^{2} \over 12}}
{\displaystyle 1^{6}+2^{6}+3^{6}+\cdots +n^{6}={6n^{7}+21n^{6}+21n^{5}-7n^{3}+n \over 42}}

## علاقتها بكثيرة حدود بيرنولي
يمكن أيضا كتابة
{\displaystyle \sum _{k=0}^{n}k^{p}={\frac {\varphi _{p+1}(n+1)-\varphi _{p+1}(0)}{p+1}},}
حيثφj هي متعدد حدود بيرنولي حتى الحد j.

## الشكل الظلالي
في التفاضل الظلالي التقليدي يتم معاملة 'j العوامل في تعاقب أو سلسلة Bj على أنها قوى، حتى نستطيع في هذه الحال تطبيق نظرية ذات الحدين ونقول:
{\displaystyle \sum _{k=1}^{n}k^{p}={1 \over p+1}\sum _{j=0}^{p}{p+1 \choose j}B_{j}n^{p+1-j}={1 \over p+1}\sum _{j=0}^{p}{p+1 \choose j}B^{j}n^{p+1-j}}
{\displaystyle ={(B+n)^{p+1}-B^{p+1} \over p+1}.}
في الشكل الحديث للتفاضل الظلالي، يتم اعتبار الشكل الخطي T على الفضاء الشعاعي لمتعدادت حدود (كثيرات حدود) في متغير b معطى بالعلاقة
{\displaystyle T(b^{j})=B_{j}.\,}
ويمكن القول حينئذ
{\displaystyle \sum _{k=1}^{n}k^{p}={1 \over p+1}\sum _{j=0}^{p}{p+1 \choose j}B_{j}n^{p+1-j}={1 \over p+1}\sum _{j=0}^{p}{p+1 \choose j}T(b^{j})n^{p+1-j}}
{\displaystyle ={1 \over p+1}T\left(\sum _{j=0}^{p}{p+1 \choose j}b^{j}n^{p+1-j}\right)=T\left({(b+n)^{p+1}-b^{p+1} \over p+1}\right).}

## كثيرات حدود فاولابر
يستخدم المصطلح «كثيرات حدود فاولابر» من قبل بعض المؤلفين للإشارة إلى شيء غير متسلسلة كثيرة الحدود المعطاة سابقا. لاحظ فاولابر أنه إذا كانت p فردية، فإن
{\displaystyle 1^{p}+2^{p}+3^{p}+\cdots +n^{p}\,}
هي دالة متعدد حدود في
{\displaystyle a=1+2+3+\cdots +n.\,}
وبشكل خاص
{\displaystyle 1^{3}+2^{3}+3^{3}+\cdots +n^{3}=a^{2}\,}
{\displaystyle 1^{5}+2^{5}+3^{5}+\cdots +n^{5}={4a^{3}-a^{2} \over 3}}
{\displaystyle 1^{7}+2^{7}+3^{7}+\cdots +n^{7}={12a^{4}-8a^{3}+2a^{2} \over 6}}
{\displaystyle 1^{9}+2^{9}+3^{9}+\cdots +n^{9}={16a^{5}-20a^{4}+12a^{3}-3a^{2} \over 5}}
{\displaystyle 1^{11}+2^{11}+3^{11}+\cdots +n^{11}={32a^{6}-64a^{5}+68a^{4}-40a^{3}+5a^{2} \over 6}.}
أولى هذه المتطابقات، للحالة p = 3, تعرف بنظرية ىيكوماتشو.
ويطلق بعض المؤلفين على كثيرات الحدود في الجانب الأيمن من هذه المطابقات اسم «كثيرات حدود فاولابر في a». كثيرات الحدود على الشق الأيمن تقبل القسمة على a 2 لأنه في حالة كانت j > 1 فردية، يكون عدد برنولي،Bj هو 0.

## العلاقة بدالة زيتا لريمان
باستعمال {\displaystyle B_{k}=-k\zeta (1-k)}، قد يكتب 
{\displaystyle \sum \limits _{k=1}^{n}k^{p}={\frac {n^{p+1}}{p+1}}-\sum \limits _{j=0}^{p-1}{p \choose j}\zeta (-j)n^{p-j}.}
If we consider the generating function {\displaystyle G(z,n)} in the large {\displaystyle n} limit for {\displaystyle \Re (z)<0}, then we find
{\displaystyle \lim _{n\rightarrow \infty }G(z,n)={\frac {1}{e^{-z}-1}}=\sum _{j=0}^{\infty }(-1)^{j-1}B_{j}{\frac {z^{j-1}}{j!}}}
Heuristically, this suggests that 
{\displaystyle \sum _{k=1}^{\infty }k^{p}={\frac {(-1)^{p}B_{p+1}}{p+1}}.}
هذه النتيجة لا تتعارض مع قيم دالة زيتا لريمان {\displaystyle \zeta (s)=\sum _{n=1}^{\infty }{\frac {1}{n^{s}}}} for negative integers {\displaystyle s=-p<0} on appropriately analytically continuing {\displaystyle \zeta (s)}.

## وصلات خارجية
- CRC Concise Encyclopedia of Mathematics, إيريك ويستاين، Chapman & Hall/CRC, 2003, ISBN 1-58488-347-2, page 2331
- إيريك ويستاين، Faulhaber's formula، ماثوورلد Mathworld (باللغة الإنكليزية).
- "Darinnen die miraculosische Inventiones zu den höchsten Cossen weiters continuirt und profitiert werden", Academia Algebrae, Johann Faulhaber, Augpurg, bey Johann Ulrich Schöigs, 1631.